# Mygdonien
Mygdonien (altgriechisch Μυγδονία; lateinisch Mydonia) war eine antike Region im nördlichen Irak. Nach Strabon (Geographika) war es eine fruchtbare Gegend, die von den Mygdonen bewohnt war. Strabon führt ihren Namen auf die Makedonen, also Alexander den Großen und seine Nachfolger, zurück, die vermutlich den Namen des makedonischen Mygdonien dorthin übertrugen. Sie lebten nahe dem Euphrat und bei Zeugma in Kommagene und Zeugma bei Thapsakos, das Strabon das alte Zeugma nennt. Nisibis war als Antiochia in Mygdonien bekannt, es lag zu Füßen des Gebirges (Mons) Masius. Im selben Abschnitt führt Strabon noch weitere Städte an, die am Fuße des Masius lagen, aus dem Zusammenhang ist nicht völlig klar, ob er sie ebenfalls zu Mygdonien rechnet, wie Holmes annimmt. Es handelt sich dabei um: Tigranocerta, Carrhae, Nikephorum, Chordiraza und Sinnaka. In römischer Zeit war Mygdonien ein Teil von Assyrien (Gebiet um Nisibis) und gehörte seit dem 3. Jahrhundert zur Provinz Mesopotamia.

## Weitere Bedeutungen
Stephanos von Byzanz erwähnt  ein Mygdonien in Nordgriechenland.
Calder hält Mygdonien für einen poetischen Namen für Phrygien.
Geographisch wurde Mygdonien der thrakischen Region zugeordnet; kulturell stark von Makedonien beeinflusst. Spätestens zur Regierungszeit Philipp II. war Mygdonien ein Teil Makedoniens. Erwähnenswerte Städte waren Apollonia Mygdoniorum und Arethousa.
Heute wird manchmal die Stadtregion Mygdonia (Μυγδονία) im Regionalbezirk Thessaloniki als Mygdonien bezeichnet.